# 나이토 마사아쓰
나이토 마사아쓰(일본어: 内藤政醇, 1711년 ~ 1741년 10월 14일)는 일본 에도 시대의 다이묘로, 유나가야번 4대 번주이다. 다른 이름으로는 마사요시(政令), 마사미쓰(政盈)가 있으며, 어릴적 이름은 긴이치로(銀一郎)이다. 관위는 종5위하, 하리마노카미이다.
유나가야 번의 3대 번주 나이토 마사사다의 맏아들로 태어났다. 1722년, 아버지가 사망하면서 그 뒤를 이었고, 1725년, 쇼군 도쿠가와 요시무네를 알현했다. 1727년 음력 12월에 관직을 서임받았다. 1741년 음력 9월 5일, 에도에서 영지로 돌아온 직후 31세의 나이로 사망하였다. 맏아들 마사노부가 그 뒤를 이었다.

## 관련 작품
- 초고속! 참근교대 - 배우: 사사키 쿠라노스케

| 전임 나이토 마사사다 | 제4대 유나가야번 번주 1722년 ~ 1741년 | 후임 나이토 마사노부 |